# Антоний (Платковский)
Архимандрит Антоний (в миру Андрей Германович Платковский; 1682 (?) — 15 (26) июля 1746, Переславль-Залесский) — архимандрит Переславского Данилова монастыря, глава Пекинской духовной миссии, один из первых китаеведов России.

## Биография
Сын казака, ставшего священником в Киеве. В 1701—1710 годы учился в киевских школах.
После переезда в 1710 году в Москву к родной тётке Екатерине Борзаковской (монахине, жившей в доме царевны Екатерины Алексеевны) в связи с болезнью в 1712 году он был пострижен в монашество с именем Антоний.
В 1719 году взят тобольским митрополитом Филофеем в архидиаконы. Вскоре Антоний был возведён в сан архимандрита Иркутского Вознесенского монастыря. В 1721 году им была открыта при монастыре школа, в которой он сам учил детей монгольскому языку. Первым ознакомил Восточную Сибирь с методическим образованием юношества, открыв в Иркутском монастыре монгольскую школу; составил устав школы, собрал учеников, нашёл учителя и устроил помещение. Он изгнал питейные заведения с монастырских земель.
В 1727 году назначен начальником пекинской духовной миссии. Отправившись туда с своими учениками, Антоний вернулся вместе с ними из Селенгинска назад вследствие возникших раздоров. В 1729 году состоялась вторая поездка Антония в Пекин и на этот раз он прожил там пять лет. В Пекине он продолжал дело обучения детей и хлопотал о печатании лексикона на русском, латинском, китайском и манчжурском языках; заботился о благоустройстве церкви на посольском дворе, расширил помещения для русских и устроил новый двор для новокрещённых.
6 ноября 1734 года он был возвращён в Россию по доносам в разорении иркутских монастырей и растрате денег, отпущенных на постройку церкви в Пекине. Долго тянулся суд, окончившийся 9 января 1741 года следующим определением: «Антония следовало бы лишить архимандритского, иеромонашеского и монашеского сана, имение его конфисковать и сослать на неисходное жительство в монастырь, но, по милостивому манифесту 23-го октября 1740 г., вины его отпустить, за воровские же проступки архимандричества и иеромонашества лишить и быть ему простым монахом, с дозволением жить в Троице-Сергиевой лавре».
В 1742 года Антоний был назначен казначеем лавры и представлен императрице, а в 1744 года снова возведён в сан архимандрита Переславского Данилова монастыря, где и жил до самой кончины.